# 西川王

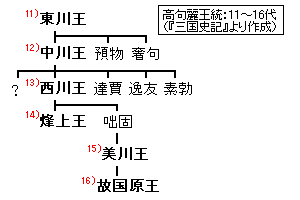
三国史记中的高句丽世系

西川王（西壤王，？—292年），高句丽第13任君主，名药卢、若友，270年-292年在位。255年被立为太子，270年继位。
280年，肃慎入侵高句丽。西川王派其兄弟抵御，用奇策杀死肃慎酋长，擒获肃慎600户并安置于扶余南部。之后，西川王封其兄国家和平太子，掌管高句丽军队并负责管理高句丽境内的肃慎和濊貊部落。
西川王十一年（公元280年）冬十月，“肃慎来侵……达贾出奇掩击，拔擅卢城，杀酋长，迁六百余家于夫余南乌川”。“乌川”可能在今伊通河上游段。
296年，慕容廆再次攻打高句丽，剷平了西川王的坟墓。

## 家庭

### 妻妾
- 王后于氏，于漱之女

### 子女
- 烽上王高相夫

| 前任： 中川王 | 高句丽君主 270年-292年 | 繼任： 烽上王 |